# Prikbladet perikon
Prikbladet perikum, Prikbladet perikon eller Johannesurt (Hypericum perforatum) er en 40-60 centimeter høj urt, der vokser på overdrev, vejkanter og i lysåbne skove. Den dufter kraftigt, når man rører ved den.

## Beskrivelse
Prikbladet perikon er en løvfældende flerårig urt eller halvbusk med en opret, stiv vækst. Bladene er modsatte og helrandede med talrige små, sorte prikker (kirtler). Blomsterne sidder i endestillede kvaste, og de er smørgule og 5-tallige.
Rodnettet er kraftigt og dybtgående.
Højde x bredde og årlig tilvækst: 0,50 x 0,25 m (50 x 5 cm/år).

## Voksested
Planten findes vildtvoksende overalt i Danmark på overdrev, tørre enge, strandoverdrev samt i vejkanter, lysåbne skove og krat. Den hører hjemme på tør og mager bund, hvor den klarer sig fint i konkurrencen med græsser og andre kraftige stauder.

## Anvendelse
Prikbladet perikon er velegnet i en anlagt blomstereng. Den er også værdifuld som biplante på grund af den sene blomstring. Og så kan de uudsprungne knopper bruges til at fremstille kryddersnaps.

## Naturmedicin
Planten bruges i naturmedicin som alternativ til antidepressiv medicin.

## Påvirkning af ordineret medicin
Prikbladet perikon (og præparater heraf) har påviseligt indflydelse på omsætningen af lægemidler
.
Mekanismen er opregulering af to enzymer: cytokrom P450 og CYP3A4, men også CYP2C9, der bevirker en øget nedbrydning af medicinen, hvad der medfører lavere koncentration i kroppen og mindsket, klinisk effekt. Det afgørende i denne forbindelse formodes at være plantens indhold af hyperforin.
| Type                   | Aktivt stof                                                            |
| ---------------------- | ---------------------------------------------------------------------- |
| antiepileptika         | carbamazepin, phenytoin                                                |
| antiretrovir           | ikke-nukleoside revers transcriptase inhibitorer, protease inhibitorer |
| benzodiazepiner        | alprazolam, midazolam                                                  |
| visse p-piller         | ?[kilde mangler]                                                       |
| immunosuppressanter    | calcineurin inhibitorer, ciclosporin, tacrolimus                       |
| andre                  | digoxin, metadon, omeprazol, phenobarbiton, teofyllin, warfarin        |
| Reference: Rossi, 2005 |                                                                        |

| Portal | Portal:Botanik |